# La Guyonnière

La Guyonnière este o comună în departamentul Vendée, Franța. În 2009 avea o populație de 2,674 de locuitori.